# ジョン・ジェンキンズ (作曲家)
ジョン・ジェンキンズ（John Jenkins, 1592年 - 1678年）は、イングランドの作曲家。ケントのメイドストーンで生まれ、ノーフォークのキンバリーで死去した。

## 生涯
若い頃についてはほとんどわかっていないが、父はウェールズ出身の大工で楽器製造職人でもあったヘンリー・ジェンキンズ。父ヘンリーは、ウォリック伯夫人アンに1603年に雇われたジャック・ジェンキンズと同一人物と伝わる。ジェンキンズの名が登場する最初の確実な史料は、1634年にチャールズ1世の宮廷楽団の一員として、マスク「平和の勝利」の上演に加わっていたというものである。
1642年に清教徒革命が勃発すると、ジェンキンズも他の多くの人々と同様に、農村地域に転出を余儀なくされた。この暗黒の1640年代にジェンキンズは、王党派の2家族、ウェスト・ダーラムのダーラム家とハンスタントンのアルモン・レトランジェ家に音楽教師として仕える。
1640年頃ジェンキンズは、伝統的な単旋聖歌を定旋律とする、ヴァイオル・コンソートのための「イン・ノミネ」を復活させる。チェスター攻囲で銃撃されて戦死した、作曲家のウィリアム・ローズは友人であった。ニューアーク攻略（1646年）の両陣営の激突と戦没者への哀悼、そして勝利の祝典を描いた名高い標題音楽を作曲しており、ここにはパヴァーヌとガイヤルドも含まれている。
1650年代は、ケンブリッジシャー州のダドリー・ノース卿の住み込み音楽師範になる（ノース卿は後にこの恩師の評伝を執筆した）。当時イギリスは、オリヴァー・クロムウェルの統治する共和政を敷いており、音楽活動の競合や組織化がほとんど見られなかったが、アマチュアの家庭音楽向けに、70以上の組曲を作曲することができた。
ジェンキンズはリュート奏者であり、リラ・ダ・ガンバ（リラ・ヴァイオル）のヴィルトゥオーソでもあった。高齢のジェンキンズがリラ・ヴァイオルの御前演奏をした際、チャールズ2世は「つまらない楽器に感嘆させられた」と皮肉な褒め言葉を賜った。ロジャー・ノースは次のように述べている。
「ジェンキンズは長いこと伺候することができなくなっていたものの、他の宮廷音楽家達から高く評価されていた。それにつけ込んだというわけではないが、ジェンキンズは現役の宮廷音楽家と同額の報酬を受け取っていた」
ジェンキンズは、キンバリーのフィリップ・ウォードハウス卿の庇護を受けて引退生活に入り、トマス・ブラウンとも出会った。音楽学者のウィリフレッド・メラーズは、ブラウン卿の繊細さを思い起こさせるのはバッハの管弦楽組曲第3番と第4番であるとしているが、むしろ歴史的にも、この医学者・哲学者の感受性を聴覚的に代表しているのは、ジェンキンズの音楽である。
ジェンキンズ自身の人となりは、ジェンキンズが曲付けしたジョージ・ハーバートの宗教詩によって示唆されている。ハイドンのように敬虔で控えめな平民であった。職人らしくこつこつと作曲を続け、ノース曰く「しこたま」舞曲を作曲した。
ジェンキンズは長年にわたって活躍した、多産な作曲家であった。生涯のほとんどは、ウィリアム・バードからヘンリー・パーセルの時代にまでまたがっており、イギリス音楽の大変化期の生き証人となった。ジェンキンズは、ヴァイオル・コンソートのためのファンタジア（ファンシー）の発展で知られ、1630年代には、アルフォンソ・フェッラボスコ2世やトマス・ルポ、ジョン・コプラリオ、オーランド・ギボンズなど、年輩のイギリス人作曲家に影響されていた。ヴァイオル・コンソートのための4声部～6声部のファンタジアをふんだんに作曲したほか、アルマンド、クーラント、パヴァーヌを手懸け、古臭くなった「イン・ノミネ」の形式に新風を吹き込んだ。ジェンキンズは友人のウィリアム・ローズほど実験的でなく、実のところ多くの同時代の作曲家に比べて保守的である。ジェンキンズの作品は、官能的な抒情性や、きわめて巧みな職人芸、調性と対位法の独自の用法が特徴的である。
ジェンキンズの伝記作家であるノースは次のように書いている。
「彼は確かに幸せ者であった。おっとりした性格、職業での優秀さ、誰にでも受け入れられ、欲望はなく、世捨て人として自覚を持ち、よきキリスト教徒として生き、安らかに死んだ」
ジェンキンズはノーフォーク、キンバリーのセント・ピーターズ教会の身廊に以下のような碑文と一緒に埋められた。
この石の下にジェンキンズ眠る
音楽の達人
この世から、高きところの神に
呼び出され、そば付きとなる
齢86歳、西暦1678年
10月27日、天に上った